# 250GP

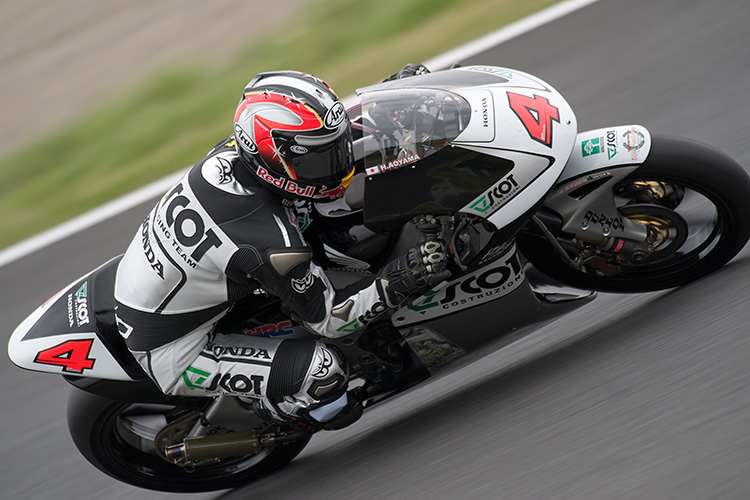
Hiroshi Aoyama, den siste världsmästaren i 250GP, under Japans GP 2009.

250GP eller 250cc eller 250-kubiksklassen i roadracing var en klass i världsmästerskapen i Grand Prix Roadracing för motorcyklar som kördes från det första världsmästerskapet säsongen 1949 till och med säsongen 2009. 250GP ersattes från 2010 av Moto2.
250GP var en prototypklass med en högsta cylindervolym på 250 cm³ - därav namnet på klassen.
Framgångsrika konstruktörer i 250GP var Honda, Yamaha, Gilera, Aprilia, MV Agusta, Kawasaki med flera.

## Världsmästare
61 världsmästerskap i 250cc-klassen delades ut och 38 förare delade på dessa titlar. Framgångsrikast är Phil Read och Max Biaggi som blev världsmästare fyra gånger var. Samtliga världsmästare i tabellen nedan ordnade efter antalet VM-titlar.
| Plats | Förare               | Land               | Antal VM-titlar | Mästar- säsonger       |
| ----- | -------------------- | ------------------ | --------------- | ---------------------- |
| 1=    | Phil Read            | Storbritannien     | 4               | 1964, 1965, 1968, 1971 |
| 1=    | Max Biaggi           | Italien            | 4               | 1994, 1995, 1996, 1997 |
| 3=    | Carlo Ubbiali        | Italien            | 3               | 1956, 1959, 1960       |
| 3=    | Mike Hailwood        | Storbritannien     | 3               | 1961, 1966, 1967       |
| 3=    | Walter Villa         | Italien            | 3               | 1974, 1975, 1976       |
| 3=    | Anton Mang           | Tyskland           | 3               | 1980, 1981, 1987       |
| 7=    | Bruno Ruffo          | Italien            | 2               | 1949, 1951             |
| 7=    | Werner Haas          | Tyskland           | 2               | 1953, 1954             |
| 7=    | Jim Redman           | Rhodesia & Nyasal. | 2               | 1962, 1963             |
| 7=    | Kork Ballington      | Sydafrika          | 2               | 1978, 1979             |
| 7=    | Carlos Lavado        | Venezuela          | 2               | 1983, 1986             |
| 7=    | Sito Pons            | Spanien            | 2               | 1988, 1989             |
| 7=    | Luca Cadalora        | Italien            | 2               | 1991, 1992             |
| 7=    | Dani Pedrosa         | Spanien            | 2               | 2004, 2005             |
| 7=    | Jorge Lorenzo        | Spanien            | 2               | 2006, 2007             |
| 16=   | Dario Ambrosini      | Italien            | 1               | 1950                   |
| 16=   | Enrico Lorenzetti    | Italien            | 1               | 1952                   |
| 16=   | Hermann Paul Müller  | Tyskland           | 1               | 1955                   |
| 16=   | Cecil Sandford       | Storbritannien     | 1               | 1957                   |
| 16=   | Tarquinio Provini    | Italien            | 1               | 1958                   |
| 16=   | Kel Carruthers       | Australien         | 1               | 1969                   |
| 16=   | Rodney Gould         | Storbritannien     | 1               | 1970                   |
| 16=   | Jarno Saarinen       | Finland            | 1               | 1972                   |
| 16=   | Dieter Braun         | Tyskland           | 1               | 1973                   |
| 16=   | Mario Lega           | Italien            | 1               | 1977                   |
| 16=   | Jean-Louis Tournadre | Frankrike          | 1               | 1982                   |
| 16=   | Christian Sarron     | Frankrike          | 1               | 1984                   |
| 16=   | Freddie Spencer      | USA                | 1               | 1985                   |
| 16=   | John Kocinski        | USA                | 1               | 1990                   |
| 16=   | Tetsuya Harada       | Japan              | 1               | 1993                   |
| 16=   | Loris Capirossi      | Italien            | 1               | 1998                   |
| 16=   | Valentino Rossi      | Italien            | 1               | 1999                   |
| 16=   | Olivier Jacque       | Frankrike          | 1               | 2000                   |
| 16=   | Daijiro Kato         | Japan              | 1               | 2001                   |
| 16=   | Marco Melandri       | Italien            | 1               | 2002                   |
| 16=   | Manuel Poggiali      | San Marino         | 1               | 2002                   |
| 16=   | Marco Simoncelli     | Italien            | 1               | 2008                   |
| 16=   | Hiroshi Aoyama       | Japan              | 1               | 2009                   |

## Grand Prix-segrar
I 250-kubiksklassen genomfördes 716 Grand Prix. 140 förare från 25 länder har vunnit Grand Prix i klassen. Flest segrar, 33 stycken, tog Anton Mang. 25 motorcykelfabrikat har GP-segrar. Främst av dessa är Honda med 207 segrar.
| Plats | Förare            | Land               | Antal segrar | År för 1:a - sista seger |
| ----- | ----------------- | ------------------ | ------------ | ------------------------ |
| 1     | Anton Mang        | Tyskland           | 33           | 1978 - 1988              |
| 2     | Max Biaggi        | Italien            | 29           | 1992 - 1997              |
| 3     | Phil Read         | Storbritannien     | 27           | 1964 - 1972              |
| 4     | Luca Cadalora     | Italien            | 22           | 1988 - 1992              |
| 5     | Mike Hailwood     | Storbritannien     | 21           | 1961 - 1967              |
| 6     | Walter Villa      | Italien            | 20           | 1974 - 1979              |
| 7     | Jim Redman        | Rhodesia & Nyasal. | 18           | 1961 - 1965              |
| 8=    | Kork Ballington   | Sydafrika          | 17           | 1977 - 1980              |
| 8=    | Carlos Lavado     | Venezuela          | 17           | 1980 - 1987              |
| 8=    | Tetsuya Harada    | Japan              | 17           | 1993 - 2001              |
| 8=    | Daijiro Kato      | Japan              | 17           | 1997 - 2001              |
| 8=    | Jorge Lorenzo     | Spanien            | 17           | 2006 - 2007              |
| 13=   | Sito Pons         | Spanien            | 15           | 1984 - 1989              |
| 13=   | Dani Pedrosa      | Spanien            | 15           | 2004 - 2005              |
| 15=   | Tarquinio Provini | Italien            | 14           | 1957 - 1965              |
| 15=   | Valentino Rossi   | Italien            | 14           | 1998 - 1999              |
| 15=   | Ralf Waldmann     | Tyskland           | 14           | 1994 - 2000              |
| 18    | Carlo Ubbiali     | Italien            | 13           | 1955 - 1960              |
| 19=   | Loris Capirossi   | Italien            | 12           | 1993 - 1999              |
| 19=   | Marco Simoncelli  | Italien            | 12           | 2008 - 2009              |
| 21=   | Rodney Gould      | Storbritannien     | 10           | 1970 - 1972              |
| 21=   | Marco Melandri    | Italien            | 10           | 2001 - 2002              |
| 23=   | John Kocinski     | USA                | 9            | 1989 - 1990              |
| 23=   | Hiroshi Aoyama    | Japan              | 9            | 2005 - 2009              |
| 25=   | Jarno Saarinen    | Finland            | 8            | 1971 - 1973              |
| 25=   | Álvaro Bautista   | Spanien            | 8            | 2007 - 2009              |
| 27=   | Werner Haas       | Tyskland           | 7            | 1953 - 1954              |
| 27=   | Bill Ivy          | Storbritannien     | 7            | 1967, 1968               |
| 27=   | Kel Carruthers    | Australien         | 7            | 1969 - 1970              |
| 27=   | Dieter Braun      | Tyskland           | 7            | 1971 - 1976              |
| 27=   | Freddie Spencer   | USA                | 7            | 1985                     |
| 27=   | Olivier Jacque    | Frankrike          | 7            | 1996 - 2000              |
| 27=   | Toni Elías        | Spanien            | 7            | 2002 - 2004              |
| 27=   | Sebastián Porto   | Argentina          | 7            | 2000 - 2005              |
| 35=   | Renzo Pasolini    | Italien            | 6            | 1969 - 1972              |
| 35=   | Christian Sarron  | Frankrike          | 6            | 1977 - 1984              |
| 35=   | Shinya Nakano     | Japan              | 6            | 1999 - 2000              |